# César-Constantin-François de Hoensbroeck
César-Constantin-François de Hoensbroeck (Eysden, 28 agosto 1724 – Liegi, 3 giugno 1792) è stato un vescovo cattolico tedesco, principe-vescovo di Liegi dal 20 settembre 1784 alla sua morte.

## Biografia
Figlio di Ulric Antoine de Hoensbroeck (la cui famiglia era originaria del villaggio di Hoensbroeck, oggi parte della provincia del Limburgo), studiò all'Università di Heidelberg e divenne canonico del capitolo della cattedrale di Aquisgrana prima di divenire vescovo di Liegi nel 1784, succedendo a François-Charles de Velbruck, di cui cercò di cancellare le riforme liberali. Hoensbroeck ristabilì tutti i privilegi del clero e della nobiltà, non mostrando alcuna simpatia per il terzo stato né per gli ideali illuministici. Quest'insieme di fatti contribuirono a rendere la figura del vescovo particolarmente impopolare, facendogli guadagnare il soprannome di "tiranno di Seraing", dal luogo della sua residenza estiva.
La sua popolarità continuò a crollare sempre più sino a quando una rivolta popolare non lo strappò dal suo palazzo di campagna per portarlo a Liegi, il primo atto della Rivoluzione di Liegi. Il 13 settembre 1790 venne costretto a cercare rifugio in Germania mentre i rivoltosi proclamavano la Repubblica di Liegi che venne repressa il 13 febbraio 1791 con il ritorno del principe-vescovo alla sua sede. Alla sua morte venne succeduto da suo nipote François de Méan, il quale si era mostrato egli stesso contrario alla Rivoluzione francese.

## Genealogia episcopale e successione apostolica
La genealogia episcopale è:
- Cardinale Scipione Rebiba
- Cardinale Giulio Antonio Santori
- Cardinale Girolamo Bernerio, O.P.
- Arcivescovo Galeazzo Sanvitale
- Cardinale Ludovico Ludovisi
- Cardinale Luigi Caetani
- Cardinale Ulderico Carpegna
- Cardinale Paluzzo Paluzzi Altieri degli Albertoni
- Papa Benedetto XIII
- Arcivescovo Clemens August Maria von Bayern
- Vescovo Franz Josef von Gondola, O.S.B.
- Vescovo Wilhelm Anton von der Asseburg zu Hinnenburg
- Vescovo Federico Guglielmo di Vestfalia
- Vescovo Damian August Philipp Karl von Limburg-Styrum
- Vescovo Philippe Damien de Hoensbroeck
- Vescovo César-Constantin-François de Hoensbroeck

La successione apostolica è:
- Arcivescovo François-Antoine-Marie de Méan (1786)